# Sophie Duarte
Sophie Duarte (ur. 31 lipca 1981 w Rodez) – francuska biegaczka długodystansowa.
W 2007 roku zadebiutowała na mistrzostwach świata w Osace zajmując 5. lokatę oraz ustanawiając z wynikiem 9:27,51 ówczesny rekord Francji w biegu na 3000 metrów z przeszkodami. Podczas igrzysk olimpijskich w Pekinie (2008) nie awansowała do finału tej konkurencji odpadając z 25. czasem eliminacji. Podczas superligi drużynowych mistrzostw Europy (Leiria 2009) zajęła 2. lokatę.
Zawodniczka ma w dorobku 4 medale (złoto, dwa srebra i brąz) mistrzostw Europy w biegach przełajowych.
Wielokrotna mistrzyni Francji.

## Rekordy życiowe
- Bieg na 1500 metrów – 4:13,60 (2009)
- Bieg na 5000 metrów – 15:14,57 (2013)
- Bieg na 10 000 metrów – 32:36,32 (2014)
- Bieg na 10 kilometrów – 31:53 (2014)
- Bieg na 3000 metrów z przeszkodami – 9:25,62 (2009) były rekord Francji